# Chaerophyllopsis huai
Chaerophyllopsis huai är en flockblommig växtart som beskrevs av H.Boissieu. Chaerophyllopsis huai ingår i släktet Chaerophyllopsis och familjen flockblommiga växter. Inga underarter finns listade i Catalogue of Life.